# Salome Clausen
Salome Clausen (Glis, 20 febbraio 1986) è una cantante svizzera.

## Biografia
Originaria del canton Vallese, Salome Clausen suona il sassofono dal 1998 e segue lezioni di canto lirico dal 1999. Nel 2004 ha preso parte alla seconda edizione del talent show MusicStar trasmesso su SRF 1. Il 26 febbraio 2005 il televoto l'ha proclamata vincitrice del programma, garantendole un contratto discografico con l'etichetta Universal Music Group.
Il suo singolo di debutto Gumpu è uscito il 30 aprile 2005 e ha debuttato al 1º posto nella classifica svizzera, mantenendo la posizione per tre settimane consecutive. Ha anticipato l'album Moji, uscito quattro settimane più tardi, che ha raggiunto il 2º posto nella classifica settimanale degli album più venduti in Svizzera.
Salome Clausen ha annunciato il suo ritiro dal mondo dello spettacolo a gennaio 2006, affermando che la musica non era la sua vera vocazione e che preferiva concentrarsi sulla sua vita privata.

## Discografia

### Album
- 2005 - Moji

### Singoli
- 2005 - Gumpu